# 東大川站
東大川站（日语：／ Higashi-Ōkawa eki */?）是位於福岡縣大川市大字三丸，日本國有鐵道（國鐵）佐賀線的鐵路車站（廢站）。

## 歷史
- 1956年（昭和31年）1月10日：國有鐵道佐賀線筑後大川站至筑後柳河之間新設此站[1]。當時設有客運和行李起卸業務[1]。此站由筑後大川站管理[2]。
- 1971年（昭和46年）10月20日：結束行李起卸業務[3]。同日成為無人車站[4]。
- 1987年（昭和62年）3月28日：隨著佐賀線全線廢除，此站也被廢除[1]。

## 車站構造
此站為無人車站，設有1面1線的單式月台。

## 現狀
在2007年（平成19年）秋季前，月台和平交道燈還存在。後來為了建設有明海沿岸道路（大川繞道）而需要被拆毀。遺址建設了大川東交匯處和路口。由於需要建設道路，因此已經看不到任何鐵路痕跡，但是在該處建立了展板。

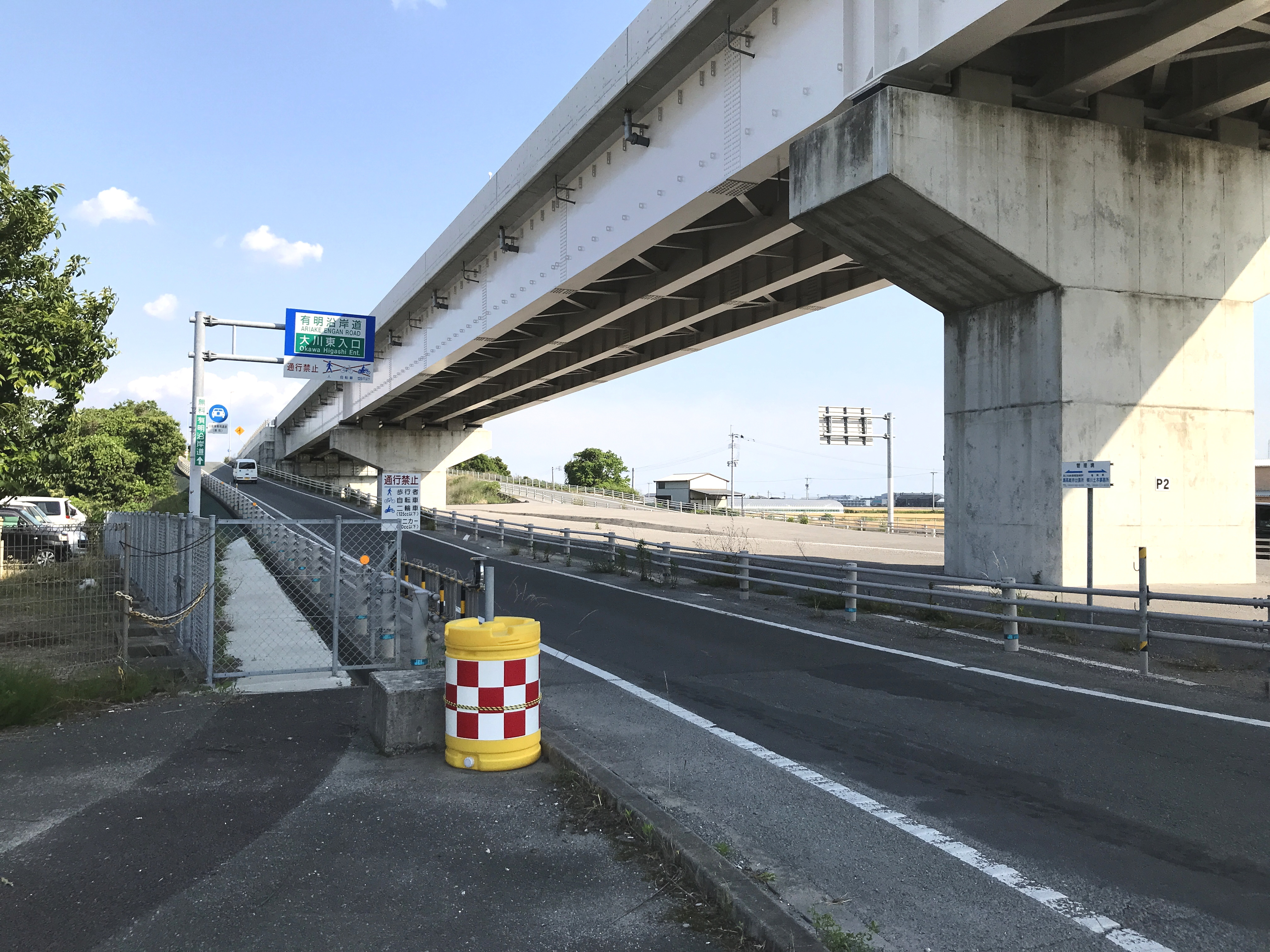
車站遺址處建設了有明海沿岸道路（大川繞道）大川東交匯處
平交道燈（※現已撤走）

## 相鄰車站
日本國有鐵道（國鐵）
佐賀線
筑後大川－東大川－筑後柳河

## 注腳
1. 1 2 3 4 5  石野哲 (编). . JTB. 1998: 718. ISBN 978-4-533-02980-6 （日语）.
2. ↑  . 交通新聞 (交通協力会). 1955-10-08: 1 （日语）.
3. ↑  . 官報. 1971-10-19 （日语）.
4. ↑  . 鐵道公報（日语：鉄道公報） (日本國有鐵道總裁室文書課). 1971-10-19: 4 （日语）.

## 相關項目
- 日本鐵路車站列表 Hi